# Hươu cao cổ phương bắc
Giraffa camelopardalis, còn gọi là hươu cao cổ phương bắc (tiếng Anh: northern giraffe) là một loài hươu cao cổ, và được xem là loài điển hình trong chi của nó.

## Phân loài
Danh sách các phân loài:
- G. c. camelopardalis[3][4][5][6]:51[7][8]
- G. c. antiquorum[4][9][9][10]
- G. c. rothschildi[1][4][4][5][6]:53[11]
- G. c. peralta[1][4][5][6]:52–53[9][12][13]:322

## Hình ảnh

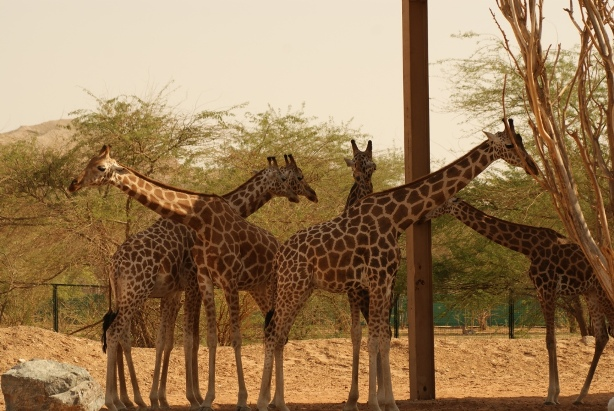
G. c. camelopardalis
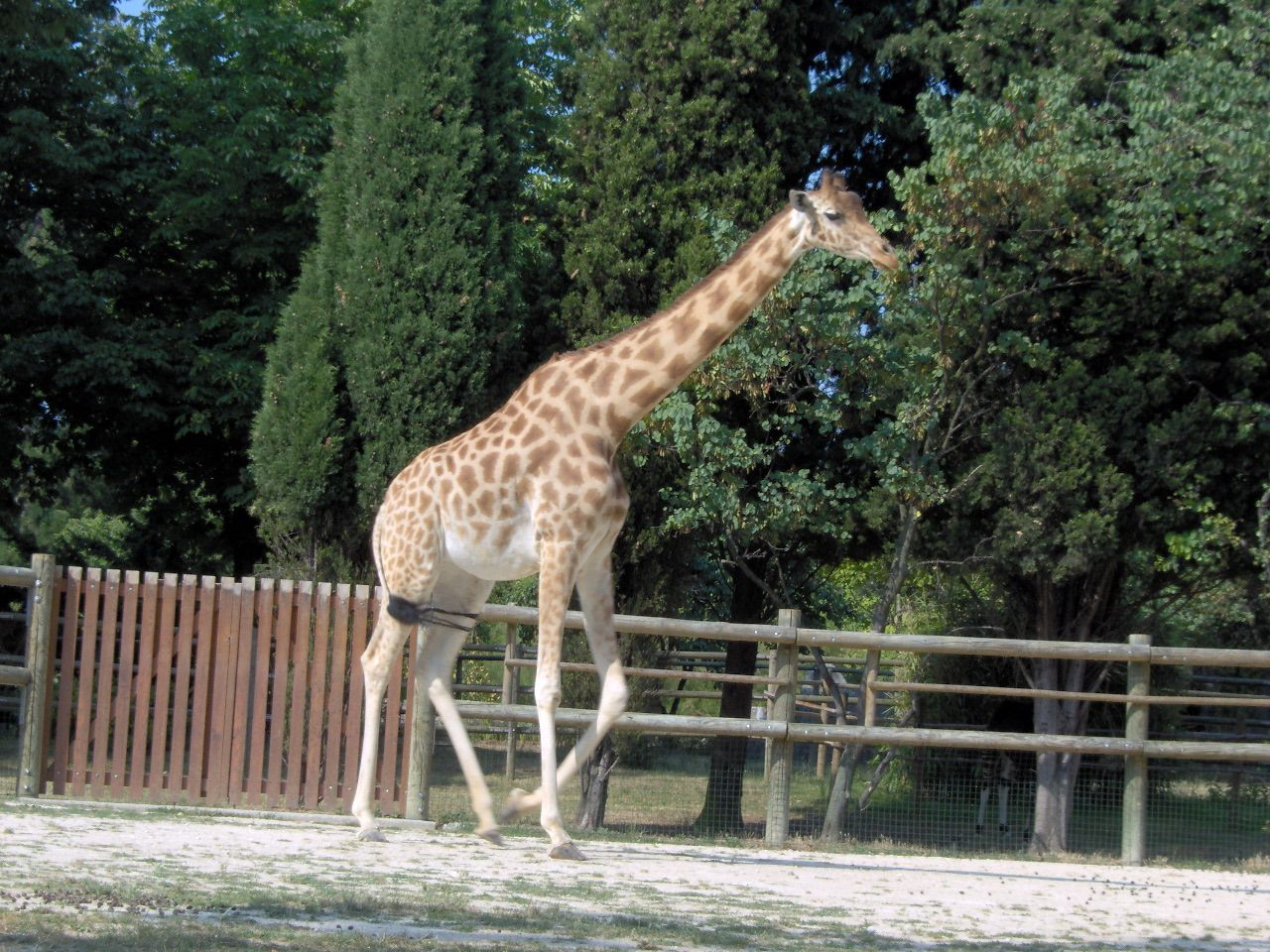
G. c. antiquorum
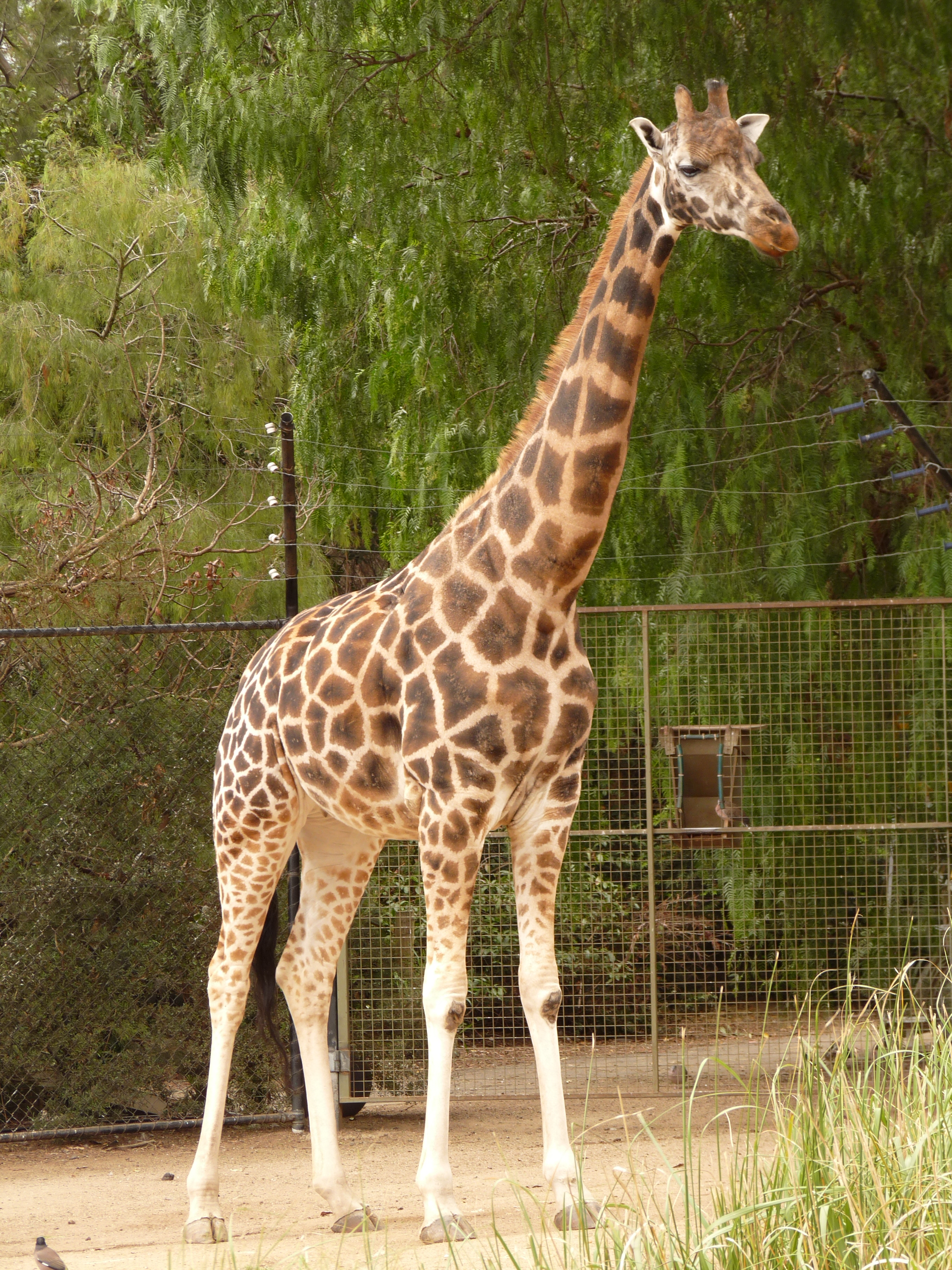
G. c. rothschildi
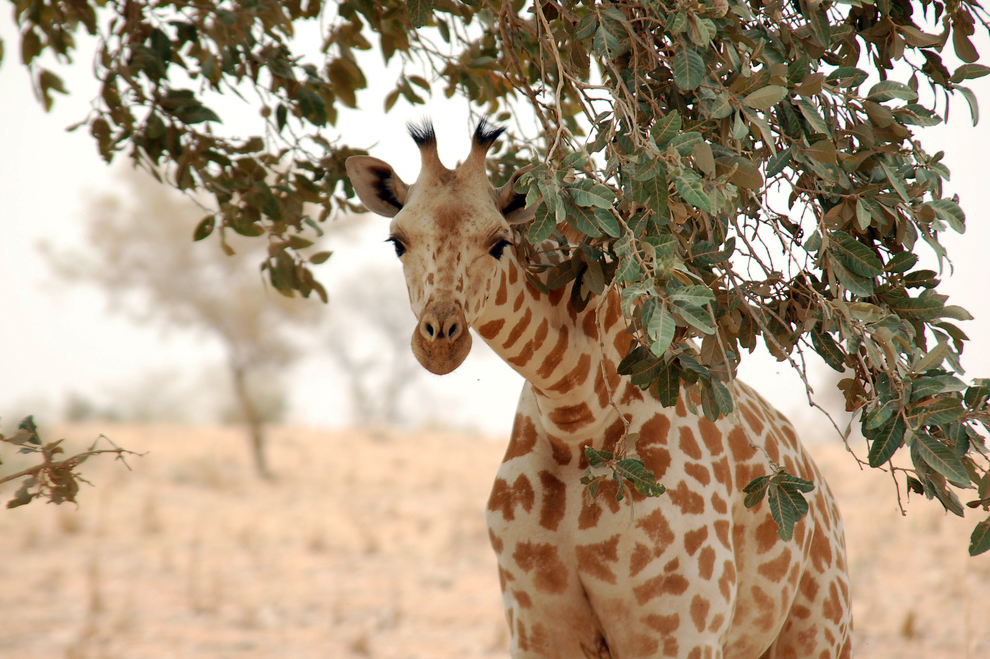
G. c. peralta